# هه‌این
لی هه این (کره‌ای: 이혜인؛ زادهٔ ۲۱ آوریل ۲۰۰۸) که بیشتر با نام هه‌این (کره‌ای: 혜인) شناخته می‌شود، خواننده اهل کره جنوبی است. او حرفه موسیقی خود را در سن ۹ سالگی به عنوان عضوی از گروه‌های کودکانه کره جنوبی یو.سو گرل و Play with Me Club آغاز کرد. او بعداً به عنوان عضوی از گروه دخترانه کره جنوبی نیوجینز تشکیل شده توسط ادور در ژوئیه ۲۰۲۲ فعالیتش را آغاز کرد.

## پشتیبانی‌ها
در ۳۰ دسامبر ۲۰۲۲، لویی ویتون گزارش کرد که سفیر بین‌المللی جدید آنها، جوان‌ترین سفیر این برند در سن ۱۴ سالگی است. او همچنین در هفته مد پاریس به عنوان نمایندهٔ لویی ویتون حضور پیدا کرد. در آوریل ۲۰۲۳، او به جوان‌ترین دختر روی جلد مجلهٔ هارپرز بازار کره تبدیل شد.

## ترانه‌شناسی

### ترانه‌های قرار گرفته در جدول
| عنوان                                                       | سال  | بالاترین جایگاه | آلبوم       |
| عنوان                                                       | سال  | KOR             | آلبوم       |
| ----------------------------------------------------------- | ---- | --------------- | ----------- |
| «Shh..» (آی‌یو با همکاری هه‌این، وون‌سون جو و روایت و پاتی کیم | ۲۰۲۴ | ۲۰              | The Winning |

## ویدئوشناسی

### موزیک ویدئوها
| عنوان                                                                | سال                   | کارگردان              | منابع                 |
| به عنوان آرتیست همکار                                                | به عنوان آرتیست همکار | به عنوان آرتیست همکار | به عنوان آرتیست همکار |
| -------------------------------------------------------------------- | --------------------- | --------------------- | --------------------- |
| «Shh..» (آی‌یو با همکاری هه‌این، وون‌سون جو و روایت ویژه توسط پاتی کیم) | ۲۰۲۴                  | هوانگ سو آه           | [ ۷ ]                 |

### حضور در موزیک ویدئو
| سال  | عنوان         | آرتیست | منابع |
| ---- | ------------- | ------ | ----- |
| ۲۰۱۹ | «Give Me Dat» | آرگون  | [ ۸ ] |

## فیلم‌شناسی

### میزبان
| سال  | عنوان            | توضیحات                             | منابع |
| ---- | ---------------- | ----------------------------------- | ----- |
| ۲۰۲۳ | کی-پاپ سوپر لایو | به همراه گونگ میونگ و یونا از ایتزی | [ ۹ ] |